# Rue de l'Homme-Armé, numéro 8 bis
Rue de l'Homme-Armé, numéro 8 bis est une comédie-vaudeville en 4 actes d'Eugène Labiche (en collaboration avec Eugène Nyon), représentée pour la 1re fois à Paris sur le Théâtre des Variétés le 24 septembre 1849 et parue aux Éditions Beck.

## Distribution
| Acteurs et actrices ayant créé les rôles |                    |
| Personnage                               | Acteur ou actrice  |
| Chevillard, propriétaire                 | M. Adolphe Leclère |
| Cliquet                                  | M. Charles Pérey   |
| Antony, clerc de notaire                 | M. Delière         |
| Le Père Crevette, portier                | M. Neuville        |
| Grenouillard, publiciste                 | M. Danterny        |
| M. de Follembuche                        | M. Gallin          |
| Un monsieur                              | M. Rhéal           |
| Un factionnaire                          | M. Georges         |
| Un garde national                        | M. Eugène          |
| Un enfant                                | Le petit Sagot     |
| Toto, gamin                              | Mme P. Potel       |
| Rose Patriarche                          | Mme Virginie       |
| Aminthe                                  | Mme Boisgontier    |
| Mme de Follembuche                       | Mme Pélagie        |